# Salomon B. Slijper
Salomon B. Slijper (Salomon Bernard „Sal“ Slijper; * 20. Januar 1884 in Amsterdam; † 9. August 1971 in Laren) war ein niederländischer Immobilienmakler und Kunstsammler, der besonders durch seine Ankäufe von Werken Piet Mondrians bekannt wurde. Er vermachte testamentarisch seinen gesamten Bestand dem Gemeentemuseum Den Haag, womit das Museum die weltweit größte Sammlung Mondrians beherbergt.

## Leben und Werk

### Kindheit, Schulzeit und erste Berufsjahre
Slijper wurde als Sohn des Diamantenmaklers Bernard Ezechiël Slijper (1843–1903) und dessen Ehefrau Elisabeth Benedictus (1851–1888) in eine niederländisch-jüdische Familie geboren. Nach dem Tod der Mutter übernahm die Dienstmagd Mathilda Cohen (1869–1943) die Erziehung des 4-Jährigen und heiratete am 28. Februar 1889 Salomons Vater. Salomon Slijper ging nach der sechsjährigen niederländischen Volksschule drei Jahre auf die Hoogere Burgerschool (höhere Bürgerschule, HBS, eine Art Gymnasium) und anschließend drei Jahre an die Openbare Handelsschool (Öffentliche Handelsschule) in Amsterdam und arbeitete ab 1900 sechs Jahre bei der Amsterdamsche Bank. Als der Vater 1903 starb, hinterließ er dem knapp 19-jährigen ein Erbe, das ihn finanziell unabhängig machte. Von 1908 bis 1912 arbeitete er zunächst bei dem Immobilienmakler J. H. de Roode und machte sich danach als Immobilienmakler in Amsterdam selbstständig.

### Bekanntschaft mit Piet Mondrian
Im September 1916 lernte Slijper Piet Mondrian in Laren kennen, einem Künstlerdorf, dessen Maler als Gruppe der Larener Schule bezeichnet wurden. Sie trafen sich in der von Catharina Hannaert (1868–1946) geführten Pension De Linden; Hannaert war eine Verehrerin Mondrians. Im Oktober 1917 zog Slijper nach Blaricum, wo seine Stiefmutter lebte. Mondrian besuchte ihn dort recht häufig, vor allem an Sonntagen, wo sich viele Jugendliche im Hause Slijper einfanden und Mondrian gelegentlich mit einem hübschen Mädchen tanzen konnte, zu Mittag aß und als Dank für die Gastfreundschaft eine Zeichnung oder eine Skizze mitbrachte. Kurz vor Mondrians Abreise aus Laren im Juni 1919 kaufte Slijper, der zeitlebens eine Vorliebe für die gegenständliche Periode Piet Mondrians bewahrte, vom Künstler drei sogenannte Schachbrettmuster-Kompositionen aus dem Jahr 1919. Zudem kaufte er die Vorkriegs-Gemälde, die Mondrian bei seiner Abreise nach Paris in Den Haag zurückgelassen hatte. Nachdem Mondrian 1919 nach Paris zurückgekehrt war und sein Atelier wieder so vorfand, wie er es verlassen hatte, verschickte er alle verfügbaren naturalistischen und kubistischen Gemälde sowie zwei ovale Arbeiten an Sal Slijper, der dafür insgesamt 965 Gulden zahlte.
Auf Vorschlag Sal Slijpers schuf Mondrian zwischen 1922 und 1925 wiederholt Blumenzeichnungen mit je einer einzelnen Blume, die den Besuchern seines Ateliers derart gefielen, dass er weitere Exemplare für jeweils 100 Franken verkaufen konnte. Im Jahr 1922 organisierte Slijper anlässlich des 50. Geburtstags Piet Mondrians zusammen mit dem Maler Peter Alma, dem Architekten Bob Oud und H. J. Wolter, einem ehemaligen Studiengenossen Mondrians, eine retrospektive Ausstellung im Stedelijk Museum in Amsterdam. Viele der damals ausgestellten Werke stammten aus der umfangreichen Sammlung Slijper. Im März 1922 beschlossen Slijper, Peter Alma, die Familie Stieltjes und Willem Steenhoff Piet Mondrian dadurch finanziell zu unterstützen, dass sie ihm für zwei Jahre je ein Viertel der Miete für sein Atelier beglichen, wofür sie im Gegenzug vom Künstler gemeinsam jedes Jahr ein Gemälde erhielten. Diese Gemälde sollten einer öffentlichen Sammlung geschenkt werden. Im Namen dieser Vierergruppe übergab Slijper am 20. Mai 1923 dem Stedelijk Museum in Amsterdam das Bild Mühle am Abend aus dem Jahr 1917.
Die nach dem Schwarzen Dienstag einsetzende Weltwirtschaftskrise im Jahr 1929 berührte nicht zuletzt Slijpers wirtschaftliche Situation. Die Autorin Mandy Prins vermutet, dass er bereits 1930 ein derart überzeugter Mondrian-Sammler war, dass er das Angebot von Helene Kröller-Müller ausschlug, ihm Mondrians Hauptwerk aus dem Jahr 1911, das Triptychon Evolution, abzukaufen. Stattdessen verkaufte er lieber sein Haus und zog in ein Mietshaus.

### Zweiter Weltkrieg
Während des Zweiten Weltkriegs konnten 35.000 von 150.000 Niederländern jüdischen Glaubens dem Holocaust entkommen. Slijper gehörte zu dieser Minderheit, da er in einem Versteck in seinem Mietshaus untertauchen konnte. Ohne Kontakt zu seiner Familie, seinen Freunden oder der Nachbarschaft wurde er von seiner Haushälterin Johanna Hamdorff (1886–1976) mit dem Nötigsten versorgt. Den sogenannten Hungerwinter 1944/45, in dem es für die Einwohner der Niederlande weder Brennstoff, Lebensmittel noch Elektrizität gab, überstand Sal Slijper geschwächt in seinen Versteck. Sein Leben verdankte er seiner Haushälterin, die dafür ihr eigenes Leben riskierte – denn Judenretter wurden unter der deutschen Besatzung wie Juden behandelt. 1947 heirateten Sal Slijper und Johanna Hamsdorff. Slijpers Mondrian-Kollektion überstand den Krieg unbeschadet, eingepackt in Zeitungspapier und gestapelt unter einigen alten Teppichen auf dem Dachboden der Nachbarfamilie Kuier. Diese „einfache Nachbarshilfe“ war in Wirklichkeit lebensgefährlich. „Verwahrung beschlagnahmten jüdischen Eigentums“, dazu „Entartete Kunst“, wurde nicht selten mit Gefängnisstrafe oder gar Deportation bestraft.

### Nach dem Zweiten Weltkrieg
Slijper, nunmehr 61 Jahre alt, wird kurz nach dem Ende des Weltkriegs von Mondrians Tod am 1. Februar 1944 erfahren haben. Seine frühere Freundschaft mit dem Künstler, verbunden mit seiner schon großen Kollektion Mondrianscher Werke bestimmte von nun an verstärkt Slijpers Alltag. Ab Oktober 1945 half Slijper bei der Ausgestaltung einer Mondrian-Gedächtnisausstellung im Stedelijk Museum in Amsterdam, die ein Jahr später stattfand und zudem in der Kunsthalle Basel gezeigt wurde. Er kam in Kontakt mit anderen Sammlern und Galeristen wie Sidney Janis und Peggy Guggenheim und handelte und sammelte strategisch weiter, unter anderem aus Auktionen.

### Tod und Nachlass

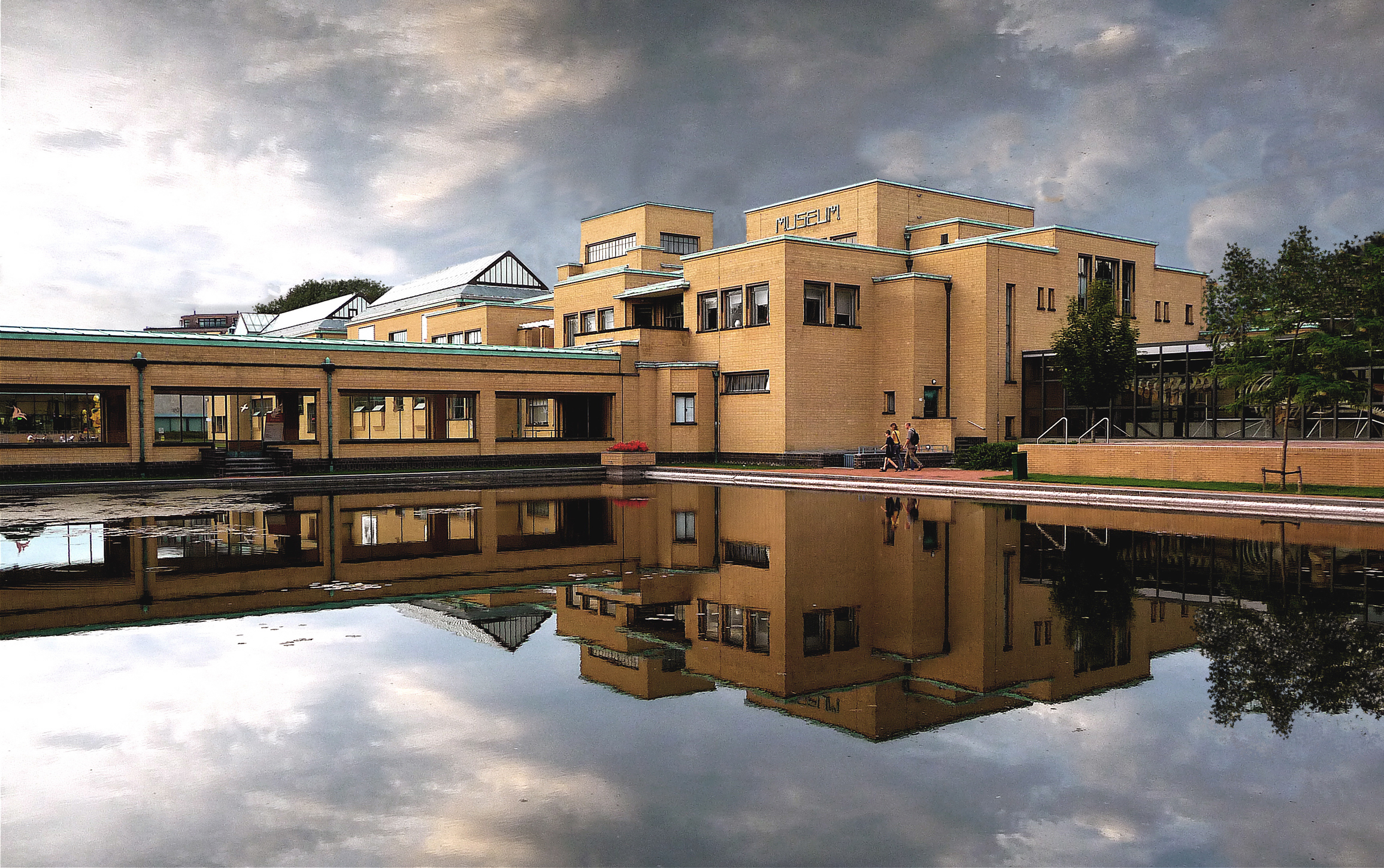
Das Gemeentemuseum Den Haag

Als Slijper 1971 starb,  bangte die niederländische Kunstwelt, ob Slijpers Sammlung den Niederlanden erhalten bleiben würde. Der verantwortliche Direktor des Gemeentemuseum Den Haag, Louis Wijsenbeek, der große Bestände Slijpers als Leihgabe permanent ausstellte, fürchtete um den Erhalt der Bilder, da Slijper, soweit bekannt, zeitlebens kein verbindliches Wort zu der Zukunft seiner Mondrian-Sammlung geäußert hatte. Als das Testament schließlich eröffnet wurde, stellte sich heraus, dass Slijper bereits 1957 testamentarisch sämtliche 197 Mondrian-Werke aus seinem Besitz dem Gemeentemuseum vermacht hatte. Möglicherweise hatte eine Rolle gespielt, dass Wijsenbeek ebenfalls ein Überlebender des Holocaust gewesen war. Das Gemeentemuseum wurde so zum Stammhaus der Mondrian-Gemälde und erhielt noch viele Dutzend seiner Werke von anderen Sammlern dazu.

## Ausstellung und Fernsehdokumentation
2010 wurde im Jüdischen Museum in Amsterdam die Ausstellung Gedurfd Verzamelen (Gewagtes Sammeln) gezeigt, die den drei Kunstsammlern Andries van Wezel (1856–1921), Willem Wolff Beffie (1880–1950) und Sal Slijper gewidmet war. Anlässlich der Ausstellung wurde am 14. März 2010 im niederländischen Fernsehsender Nederland 2 eine vom Joodse Omroep (jüdischen Rundfunk) produzierte 33-minütige Fernsehdokumentation gesendet, in der Sal Slijpers Sammeltätigkeit im Mittelpunkt stand.